# English Premier Ice Hockey League 2015/16
Die Saison 2015/16 war die 18. Austragung der English Premier Ice Hockey League. Die Guildford Flames gewannen den Play-off-Titel, während die Basingstoke Bison die reguläre Saison als Erster beendeten.

## Modus
An der zweithöchsten Liga nehmen ausschließlich englische Mannschaften teil. Es wurden drei Runden, jeweils mit Hin- und Rückspiel gespielt.

## Teilnehmer
| Mannschaft              | Stadt              | Vorjahresplatzierung  | Heimarena                      | Kapazität   |
| ----------------------- | ------------------ | --------------------- | ------------------------------ | ----------- |
| Peterborough Phantoms   | Peterborough       | Meister               | Planet Ice Peterborough        | 1.250       |
| Manchester Phoenix      | Manchester         | Vizemeister           | Widnes Arena                   |             |
| Milton Keynes Lightning | Milton Keynes      | Halbfinalist          | Planet Ice Arena Milton Keynes | 2.800       |
| Telford Tigers          | Telford            | Halbfinalist          | Telford Ice Rink               | 2.300       |
| Basingstoke Bison       | Basingstoke        | Viertelfinalist       | Planet Ice Silverdome Arena    | 1.800       |
| Guildford Flames        | Guildford          | Viertelfinalist       | Guildford Spectrum             | 2.200       |
| Sheffield Steeldogs     | Sheffield          | Viertelfinalist       | IceSheffield                   | 1.500       |
| Swindon Wildcats        | Swindon            | Viertelfinalist       | Link Centre                    | 2.800       |
| Bracknell Bees          | Bracknell          | 9. Platz (Hauptrunde) | John Nike Leisuresport Complex | 2.400/3.100 |
| Hull Pirates            | Kingston upon Hull | Neu                   | Hull Arena                     | 3.750       |

## Hauptrunde
| Platz | Mannschaft              | Spiele | S  | SO/P | NO/P | N  | Tore    | Punkte |
| ----- | ----------------------- | ------ | -- | ---- | ---- | -- | ------- | ------ |
| 1     | Basingstoke Bison       | 54     | 34 | 6    | 2    | 12 | 207:124 | 82     |
| 2     | Peterborough Phantoms   | 54     | 32 | 3    | 8    | 11 | 215:140 | 78     |
| 3     | Guildford Flames        | 54     | 25 | 9    | 5    | 15 | 204:170 | 73     |
| 4     | Telford Tigers          | 54     | 30 | 4    | 1    | 19 | 221:152 | 69     |
| 5     | Milton Keynes Lightning | 54     | 26 | 6    | 5    | 17 | 197:150 | 69     |
| 6     | Swindon Wildcats        | 54     | 23 | 7    | 5    | 19 | 195:195 | 65     |
| 7     | Sheffield Steeldogs     | 54     | 20 | 4    | 5    | 25 | 197:233 | 53     |
| 8     | Manchester Phoenix      | 54     | 16 | 4    | 8    | 26 | 172:216 | 48     |
| 9     | Hull Pirates            | 54     | 6  | 5    | 5    | 38 | 134:277 | 27     |
| 10    | Bracknell Bees          | 54     | 10 | 0    | 4    | 40 | 153:238 | 24     |

Legende: S–Siege, SO/P–Siege nach Overtime oder Penalty, NO/P–Niederlage nach Overtime oder Penalty, N–Niederlage

## Weblink
- Inoffizielle Seite der English Ice Hockey Association auf stats.malcolmpreen.co.uk